# There's No Home for You Here
There's No Home for You Here è una canzone del gruppo rock statunitense The White Stripes, contenuto nel loro quarto album in studio del 2003 Elephant. È stato pubblicato come quarto singolo estratto dall'album il 15 marzo 2004 nel Regno Unito.
Il lato B del singolo contiene un medley di I Fought Piranhas e Let's Build a Home rispettivamente da The White Stripes (1999) e De Stijl (2000). Sono registrati dal vivo al Electric Lady Studios il 16 novembre 2003.

## Tracce
Lato A
1. There's No Home for You Here 3:43

Lato B
1. I Fought Piranhas/Let's Build a Home 5:14

## Crediti
- Jack White - chitarra, voce
- Meg White - batteria, cori

Staff
- Liam Watson - mixing
- Noel Summerville - audio mastering